# سام كوكس (لاعب كرة قدم مواليد 1990)
سام كوكس (بالإنجليزية: Sam Cox)‏ (10 أكتوبر 1990 في المملكة المتحدة - ) هو لاعب كرة قدم بريطاني في مركز الدفاع. شارك مع منتخب غيانا لكرة القدم. أما مع النوادي، فقد لعب مع بوريهام وود إف سي وتوتنهام هوتسبير ونادي بارنت ونادي توركي يونايتد وHiston F.C. ‏ وهايز وييدينغ يونايتد ‏ ونادي تشيلتنهام تاون لكرة القدم.

## وصلات خارجية
- سام كوكس على موقع قاعدة بيانات كرة القدم.إي يو (الإنجليزية)
- سام كوكس على موقع ناشيونال فوتبول تيمز (الإنجليزية)
- سام كوكس على موقع Soccerbase.com (لاعب) (الإنجليزية)
- سام كوكس على موقع Soccerway.com (الإنجليزية)
- سام كوكس على موقع عالم كرة القدم.نت (الإنجليزية)